# 冷井站
冷井站（：／ Naengjeong yeok */?）是釜山地鐵2號線沿線的一座地下車站，位於韓國釜山廣域市沙上區周禮洞。

## 車站結構
站體為2面2線側式月台的地下車站，候車月台設有月台幕門，並有6處出口。
本站無法轉乘對向列車。

### 月台配置
| 開琴 ↑ |
| \| 上  |
| ↓ 周禮 |

| 月台 | 路線               | 目的地                       |
| ---- | ------------------ | ---------------------------- |
| 上行 | ●釜山都市铁道2号线 | 西面、大淵、金蓮山、萇山方向 |
| 下行 | ●釜山都市铁道2号线 | 沙上、德川、湖浦、梁山方向   |

## 歷史
- 1999年6月30日：落成啟用。

## 車站周邊
- 周禮中學
- 周禮女子高校
- 周禮初等學校
- 東西大學（朝鲜语：동서대학교）
- 慶南情報大學（朝鲜语：경남정보대학교）
- 釜山數位大學（朝鲜语：부산디지털대학교）
- 好三善醫院（朝鲜语：좋은삼선병원）
- 釜山報勳醫院

## 圖片

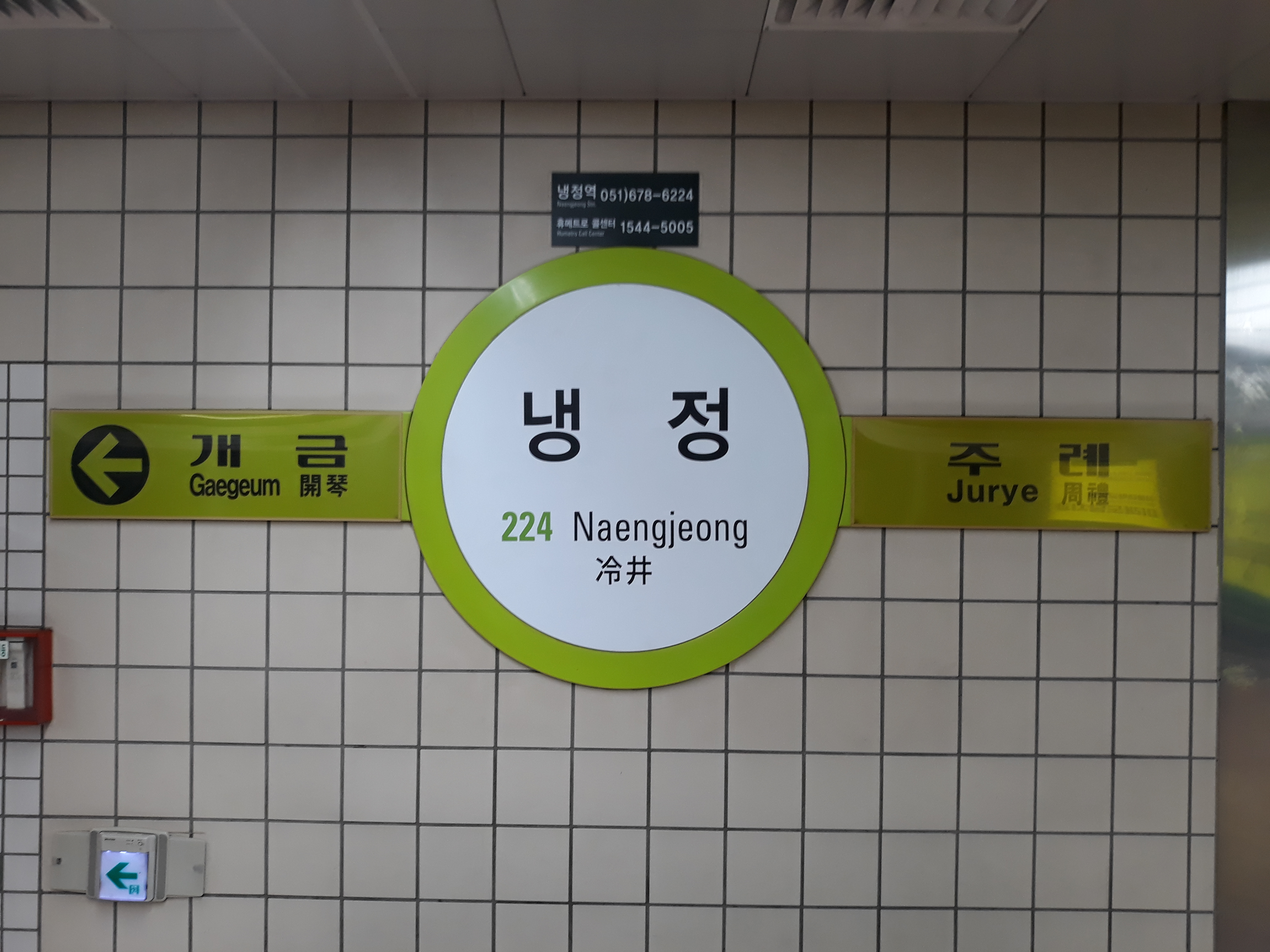
站名牌
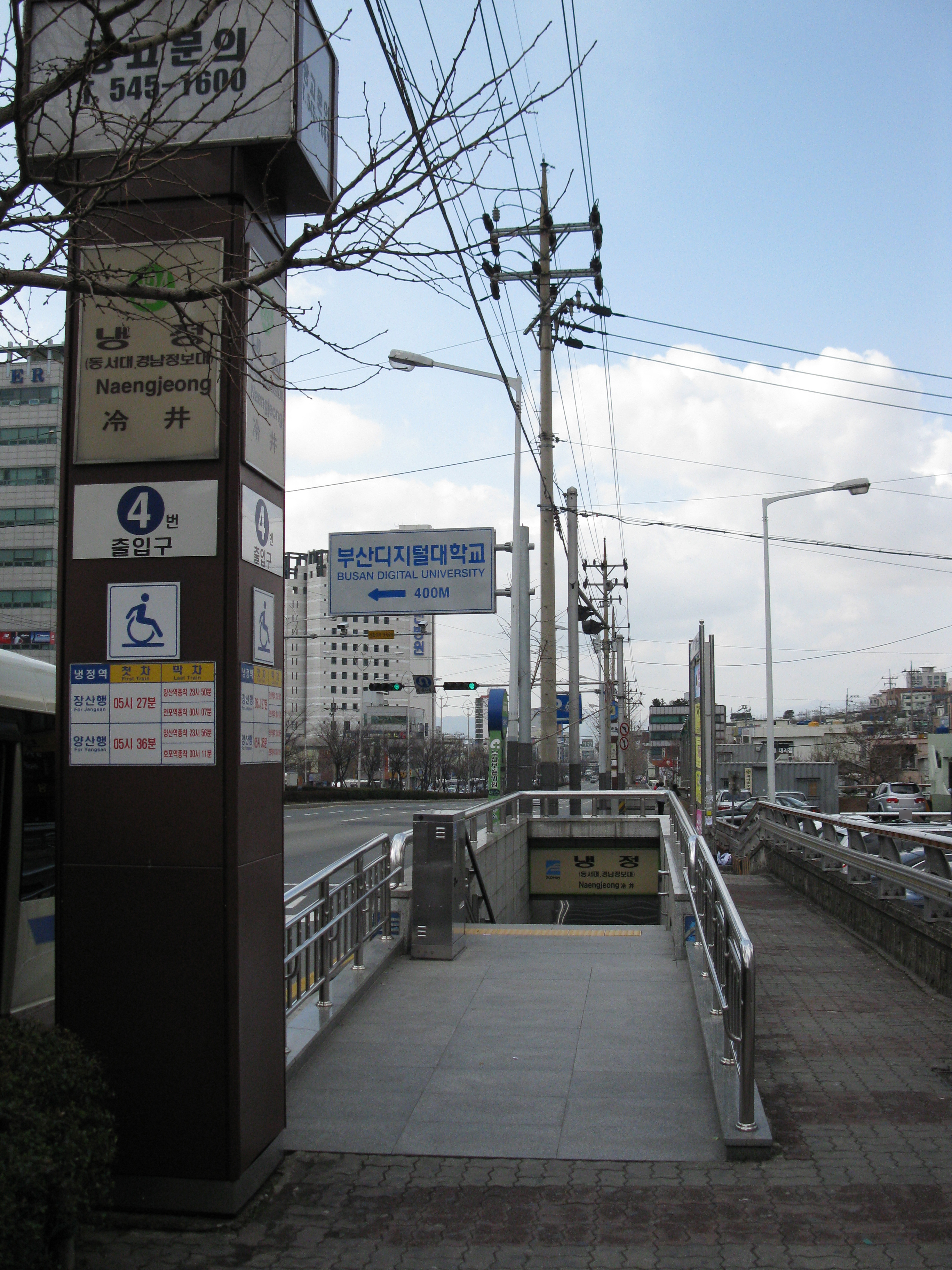
4號出口

## 相鄰車站
釜山交通公社
●釜山都市铁道2号线
開琴（223）－冷井（224）－周禮（225）